# Fedor Apelt
Fedor Johannes Alfred Apelt (Zittau, 14 de outubro de 1904 — Buckeburgo, 15 de abril de 1988) foi um oficial alemão que serviu na  durante a Segunda Guerra Mundial. Foi condecorado com a Cruz de Cavaleiro da Cruz de Ferro.

## Condecorações
- Medalha Militar de Longo Serviço (Wehrmacht)[2]
  - 4.ª classe (4 anos)
  - 3.ª classe (12 anos)
  - 2.ª classe (18 anos)
- Cruz de Mérito de Guerra, 2.ª classe com espadas
- Cruz de Ferro (1939)
  - 2ª classe (27 de maio de 1940)[2]
  - 1ª classe (8 de junho de 1940)[2]
- Distintivo de Ferido
  - em Preto (29 de setembro de 1942)[2]
  - em Prata (23 de janeiro de 1945)[2]
- Distintivo da infantaria de assalto (20 de outubro de 1941)
- Medalha Oriental (7 de agosto de 1942)[2]
- Escudo da Crimeia (30 de dezembro de 1942)[2]
- Cruz Germânica em Ouro (12 de março de 1942) como Major no III./Infanterie-Regiment 32[3]
- Cruz de Cavaleiro da Cruz de Ferro (8 de fevereiro de 1944) como Oberst e comandante do Grenadier-Regiment 102[4][5]